# Jāgrat
Jāgrat (en sanskrit IAST ; devanāgarī : जाग्रत्) signifie « éveillé ». Dans la philosophie indienne, jāgrat désigne l'« état de veille » ou la « conscience à l'état de veille ». Jāgrat correspond au premier quart (dimension ou partie) de la conscience associé à vaiśvānara dans la Māṇḍūkyopaniṣad.